# جورج فريدريك بريستو
جورج فريدريك بريستو (بالإنجليزية: George Frederick Bristow)‏ هو ملحن وعازف بيانو أمريكي، ولد في 19 ديسمبر 1825 في بروكلين في الولايات المتحدة، وتوفي في 13 ديسمبر 1898 في نيويورك في الولايات المتحدة.

## وصلات خارجية
- جورج فريدريك بريستو على موقع ميوزك برينز (الإنجليزية)
- جورج فريدريك بريستو على موقع قاعدة بيانات برودواي على الإنترنت (الإنجليزية)
- جورج فريدريك بريستو على موقع ديسكوغز (الإنجليزية)